# Karl-Heinz Ignatz Kerscher

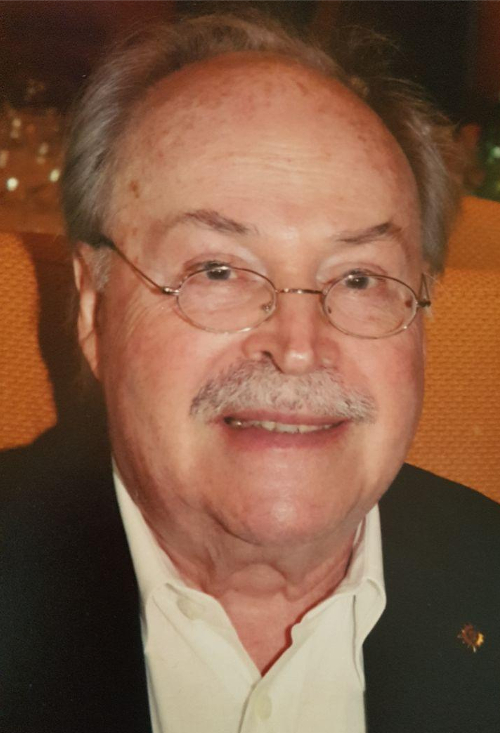
K.-H. Ignatz Kerscher, 2019

Karl-Heinz Ignatz Kerscher (* 3. Mai 1943 in Hamburg) ist ein deutscher Erziehungswissenschaftler und seit 2008 pensionierter Professor der Leuphana Universität Lüneburg.

## Leben
Die Kindheit von Karl-Heinz Ignatz Kerscher war durch den Zweiten Weltkrieg geprägt. Er erlebte die Bombardierung Hamburgs im Luftschutzbunker. Der Vater, eigentlich ein Berufsmusiker, war vor Erreichen seines zweiten Lebensjahres als Soldat an der Ostfront verschollen. Diese Erfahrungen führten ihn früh zu einer pazifistischen Überzeugung.
Kerscher studierte Volkswirtschaft, Soziologie, Erziehungswissenschaft, Bildnerisches Gestalten und Sozialpädagogik an der Universität Hamburg und an der Kunsthochschule Hamburg Lerchenfeld mittels eines Hochbegabten-Stipendiums. Im Jahre 1974 promovierte er dann an der Universität Hamburg bei Peter Martin Roeder, Rudolf Sieverts und Janpeter Kob mit einer Dissertation über „Sexualpädagogik und Strafrecht“.
Über mehrere Semester beteiligte er sich als studentischer Vertreter in einem drittelparitätisch besetzten Berufungsgremium in der universitären Selbstverwaltung.
Indem er für Studenten und Schüler im Rahmen der Jungen Volkshochschule und der Universität Hamburg Seminare zum Thema „Sexualität und Herrschaft“ referierte, war Kerscher ebenfalls Teil der 1968er Schüler- und Studentenbewegung. Hier lernte er auch den späteren Gründer und Leiter des Schmidt Theaters, Cornelius Littmann und Gunter Schmidt vom Universitätsklinikum Hamburg-Eppendorf kennen. Als Kunstmaler schuf Kerscher moderne Malerei und veranstaltete unter anderem eine Kunstausstellung eigener Werke in Paris. Als Musiker spielte er in mehreren Hamburger Jazzbands.

## Werdegang
Kerscher begann mit seiner Lehrtätigkeit als Dozent an der Evangelischen Fachhochschule und Diakonenanstalt des Rauhen Hauses in Hamburg, wo er zusammen mit Günter Amendt Lehrveranstaltungen durchführte. Ab 1974 war er an der Pädagogischen Hochschule Niedersachsen – Abt. Lüneburg, (seit 1988 Universität Lüneburg und ab 2007 Leuphana Universität Lüneburg) als Akademischer Rat, Hochschuldozent und Professor tätig, wo er unter anderem mit Ingrid Classen-Bauer und Jörg Ziegenspeck bis zu seiner Pensionierung 2008 zusammenarbeitete.
Kerscher publizierte mehrere Bücher zum Thema Sexualerziehung und zur Reform des Sexualstrafrechts. So plädierte er 1973 mit „Sexualpädagogik und Strafrecht“ im Luchterhand-Verlag für eine Entpönalisierung jugendlichen Sexualverhaltens. 1974 erschien „Sexualität und Erziehung“ im Achenbach-Verlag Giessen und wurde mehrmals als Raubdruck vertrieben. Aus der Praktikumsarbeit im Zuchthaus Fuhlsbüttel und der Jugendvollzugsanstalt Hamburg-Vierlande entstand 1977 ein im Beltz-Verlag publiziertes Buch über „Sozialwissenschaftliche Kriminalitätstheorien“.
Im Artikel „Kinderfreunde“, der 1985 im sexualwissenschaftlichen Wörterbuch „Stichwörter zur Sexualerziehung“ erschienen ist, spricht er sich für eine differenzierte Sicht von Sexualkontakten von Kindern und Erwachsenen aus. Der überaus größte Teil der Sexualdelikte bestehe aus „nicht gewalttätigen Sexualhandlungen an Kindern“ (85 % – 90 %). Diese würden nur aufgrund eines juristischen Formalismus (Altersgrenze von 14 Jahren) als „Kinderschändung“ bezeichnet, obwohl in „65 % aller Fälle (...) die Kinder eine duldend-wohlwollende, aktive oder sogar provozierende Rolle“ einnähmen. Er tritt deshalb für eine Enttabuisierung der Pädophilie ein, damit „menschlich-zärtliche Kontakte“ nicht „vorschnell und sinnloserweise“ kriminalisiert werden. Dabei bezieht er sich u. a. auf Helmut Kentler und Bernard Frits.
Aus Engagement für Sexualreformen wurde Kerscher Mitglied der Deutschen Gesellschaft für Sexualforschung, der Österreichischen Gesellschaft für Sexualforschung und der Deutschen Gesellschaft für Sozialwissenschaftliche Sexualforschung (DGSS), bei der er mehrere Jahre lang Vorstandsmitglied war. Hier lernte er auch den sexualreformerischen Publizisten Oswalt Kolle sowie den Gründer der DGSS, Rolf Gindorf und den Sexualforscher Ernest Bornemann kennen und schätzen. In diesem Zusammenhang war er Herausgeber des 1977 im Luchterhand-Verlag veröffentlichten Sammelbandes „Konfliktfeld Sexualität“.
Neben seiner akademischen Tätigkeit studierte Kerscher Heilpraktiker am Münchner Heilpraktiker Kollegium und Waldorfschul-Lehrer am Institut für Waldorfpädagogik in Kassel. 

Er bot außerdem zahlreiche Volkshochschul-Seminare zum Autogenen Training und Positiven Denken an.
Gemeinsam mit Klaus Tuschinsky, dem Leiter der Bundesberufsgruppe Banken und Sparkasse der Deutschen Angestellten Gewerkschaft (DAG) führte er viele Fortbildungen für Betriebs- und Personalräte zu den Themen Rhetorik und Mobbing durch. In diesem Zusammenhang entstand 1995 in Kooperation mit Klaus Koch ein Buch über „Mobbing und Bossing“ im DAG-Verlag.
Im Laufe seines Lebens unternahm Kerscher zahlreiche Reisen in Europa, Brasilien und Nordafrika sowie im ostasiatischen Raum, Sri Lanka, Thailand, Malaysia, Indonesien, mit dem Schwerpunkt Philippinen.

Nach seiner Pensionierung war Kerscher als Dozent für Heilerziehungspfleger bei der IWK und als Gesprächsrunden-Leiter in einer Senioren-Residenz aktiv. Darüber hinaus betätigte er sich im höheren Alter bei ausgedehnten Kreuzfahrten als Lektor auf Schiffen der AIDA (AIDAcara) und der MSC (MSC Fantasia, MSC Orchestra, MSC Poesia). Durch die Betreuung der Kreuzfahrten lernte er viele weitere Länder und Häfen kennen, Nordeuropa bis Nordkap, sämtliche Ostsee-Anrainer-Staaten, zahlreiche Mittelmeerhäfen, Madeira und die Kanaren sowie Häfen Marokkos. Er publizierte in diesem Zusammenhang zahlreiche Kreuzfahrt-Reiseführer und Kurzgeschichten.
Kerscher hat bis zum Jahre 2020 weiter verschiedene Bücher und Aufsätze veröffentlicht. Postmoderne Pädagogik wird von ihm optimistisch als Pädagogik des 21. Jahrhunderts vorgestellt. Kreativität und Innovation gelte es zu fördern. Diese Pädagogik müsse faszinierend und aktivierend sein. Nach der Atom-Reaktor-Katastrophe von Fukushima suche sie nach Fördermöglichkeiten für Sensibilität und Responsibilität. Ihre Aufgabe sei, Kulturalität und Intellektualität, Toleranz und Humanität, Schaffensfreude und Qualifikation zu fördern. Überdies solle die neue Pädagogik Positionen vertreten, die von Kerscher durch Lustbetonung und Sinnenfreude, durch Pazifismus und Altruismus und als Peace Education charakterisiert werden. Zwischen Weltuntergangsszenarien und technologischen und sozialen Utopien eröffnen sich für eine derartige Postmoderne Pädagogik auch Perspektiven auf eine „Space Education“, eine Bildung mit Aussicht auf eine extraterrestrische Präsenz der Menschheit der Zukunft.

## Publikationen (Auswahl)
- Emanzipatorische Sexualpädagogik und Strafrecht. Unzucht mit Kindern – ein Beispiel bürgerlicher Zwangsmoral (= Kritische Texte zur Sozialarbeit und Sozialpädagogik), Neuwied, Berlin 1973, ISBN 978-3-472-58009-6
- Koch, Klaus / Kerscher, Karl-Heinz Ignatius: Mobbing und Bossing. Psychoterror am Arbeitsplatz. Hamburg 1998, ISBN 3-9803763-5-4
- Freikörperkultur und Nackterziehung, Lüneburg, Vorlesung Online-Publikation 2006
- Kindheit, Erziehung und Gesellschaft im Wandel. München 2008, ISBN 978-3-638-91879-4
- Karl-Heinz Ignatz Kerscher und Taini Kerscher: Zu: Wilhelm Reich – die theoretischen Grundlagen der Sexualpädagogik. München 2008, ISBN 978-3-638-93106-9
- Sexualmoral und Sexualerziehung in Vergangenheit und Gegenwart. Zu den Grundlagen der Sexualpädagogik. München 2008, ISBN 978-3-638-91560-1
- Mobbing im Arbeitsleben und in der Schule. Erscheinungsformen, Ursachen und Interventionsmöglichkeiten. München 2008, ISBN 978-3-638-95368-9
- Gewalt an Schulen, Jugendkriminalität und Sozialstruktur. Einführung in die sozialwissenschaftlichen Theorien abweichenden und kriminellen Verhaltens. München 2008, ISBN 978-3-638-93158-8
- Kindheits- und Jugendprobleme als Herausforderung für alternative Konzepte in Erziehung und Bildung. München 2011, ISBN 978-3-640-82089-4
- Auf dem Weg zur Positiven Erziehung. Negative und positive Erziehung in Vergangenheit und Gegenwart. München 2010, ISBN 978-3-640-76989-6
- Postmoderne Pädagogik. Fächerübergreifende Bildungsaufgaben für Erziehung, Schule und Hochschule. München 2011, ISBN 978-3-640-85395-3
- Perspektiven Postmoderner Sexualpädagogik: Lustvolles Verlangen, traditionelle Tabus und Sexuelle Menschenrechte. Hamburg 2015, ISBN 978-3-95425-962-5
- Weltraum Pädagogik. Erziehung und Bildung im Zeitalter der Raumfahrt. München 2014, ISBN 978-3-656-64077-6
- Kreuzfahrt Reiseführer: Faszination Ostsee : Kulturrelevante Aspekte. Berlin 2019, ISBN 978-3-7485-0131-2